# Torrente, el brazo tonto de la ley
Torrente, el brazo tonto de la ley es una película española dirigida por Santiago Segura, escrita y protagonizada por él mismo, y producida por Lolafilms. 
El título es una parodia de Cobra, el brazo fuerte de la ley, nombre con el que fue promocionada en España la película Cobra, protagonizada por Sylvester Stallone.
Esta película ganó dos premios Goya y se convirtió en la más taquillera de la historia del cine español, más tarde superada por su secuela, Torrente 2: misión en Marbella. Además sentó las bases del humor de Santiago Segura, que dirigió también esta segunda parte, la tercera (Torrente 3: el protector), la cuarta (Torrente 4: Lethal Crisis (Crisis Letal)) y la quinta (Torrente 5: Operación Eurovegas). Estas dos últimas fueron rodadas en 3D estereoscópico.

## Argumento
La historia cuenta las aventuras de José Luis Torrente, un policía machista, racista, franquista, zafio, aficionado a las prostitutas, bebedor, consumidor de un poco de droga tomada con rigurosa mesura según él, fan de El Fary, y fanático del equipo Atlético de Madrid.
La película empieza con el peculiar protagonista haciendo una ronda nocturna por el centro de Madrid hasta llegar a su casa, encontrándose con "Rafi" (Javier Cámara) en la escalera, que estaba bajando a ayudar a su madre (Chus Lampreave) en la pescadería. Torrente vive con su padre Felipe (Tony Leblanc), que está postrado en silla de ruedas, y que no es muy bien tratado por su hijo, incluso lo usa para que pida limosna durante el día. Normalmente acude a tiendas a aprovecharse de las distracciones de los encargados y come en el restaurante de su amigo Antonio (Cañita Brava) hasta que le echa por tener Torrente una deuda de 6000 pesetas de whisky. 
Por accidente, y después de que su padre sufriese un ataque, Torrente descubre una trama de tráfico de narcóticos en un restaurante de cocina oriental, que está encabezada por un tal Mendoza (Espartaco Santoni), cuya mano derecha es "El Francés" (Manuel Manquiña). Ayudado por Rafi y una banda de amigos de este (Carlitos, Malaguita, Toneti y Bombilla) planea desbaratarla, pero las cosas no salen como Torrente espera y casi todos terminan siendo asesinados. Sin embargo consigue llevarse el botín de 50 millones que Mendoza tenía acordado para entregar a un traficante rival y logra fugarse en una ambulancia a Torremolinos.

## Reparto
- Santiago Segura: José Luis Torrente, es un policía de ideología franquista y bastante corrupto, es fan del Atlético de Madrid y de El Fary. Además de explotar a su anciano padre, comedor gorrón, ladrón de tiendas, bebedor de whisky.
- Javier Cámara: Fernando Palao , con nombre completo Rafael Jiménez Valera, es el pescadero y amante de las armas que tiene en un altar a Torrente.
- Chus Lampreave: Remedios "Reme" Valera, es la dueña de la pescadería Los Jureles, y madre de Rafi y tía de Amparo.
- Neus Asensi: Amparo, prima de Rafa, es el deseo de Torrente.
- Manuel Manquiña: El Francés, es el sicario cruel de Mendoza.
- Luis Cuenca: Barman, es el dueño del bar donde diariamente desayuna Torrente sus siete whisky.
- Tony Leblanc: Felipe Torrente, es el padre hemipléjico de Torrente, que le obliga a fingir que se encuentra peor para recibir la ayuda del Estado y para mendigar.
- Espartaco Santoni: Mendoza, es el narcotraficante, hombre con una gran fortuna y muchas mujeres.
- Julio Sanjuán: Malaguita
- Darío Paso: Bombilla
- Jimmy Barnatán: Toneti
- Carlos Bardem: Cayetano
- Antonio de la Torre: Rodrigo
- César Vea: Borja
- Cañita Brava: Antonio
- Poli Díaz: Él mismo
- Javier Bardem: Sultán
- Mariola Fuentes: Milagritos
- Jorge Sanz: Atracador
- Gabino Diego: Atracador
- El Gran Wyoming: Comisario, es el jefe directo de Torrente, y el único que conoce su pasado.[3]
- Nuria Carbonell (hermana del famoso actor Pablo Carbonell): Pili
- Carlos López Perea: Carlitos
- Andreu Buenafuente: Dominguero

## Producción

### Nacimiento del proyecto e influencias
Segura decidió realizar su primera película durante el rodaje de El día de la Bestia, mientras preparaban la escena final. Como actor creía que no había suficiente dramatismo para provocar lástima cuando su personaje muere, De la Iglesia no le hacía caso y comprendió que para hacer lo que uno quiere con los personajes, hay que dirigir. La ópera prima de Segura muestra muchas influencias de la comedia española, y un arriesgado manejo del humor. La influencia más reconocible quizá sea la berlanguiana, incluso podemos aventurar la referencia de ciertos guiños a Luis Buñuel, y a su colaborador, el mexicano Luis Alcoriza. Santiago Segura resucitó la comedia popular haciendo un homenaje a las películas de Landa, Ozores y compañía.
El personaje principal, José Luis Torrente, surgió durante una comida del propio Segura en un restaurante chino, en donde vio a un cliente que se mostró de forma grosera con la camarera y los familiares que almorzaban con él se sintieron avergonzados, aunque ya había empezado a cultivarlo mientras estudiaba Bellas Artes en la Universidad Complutense de Madrid, al no ligar nada con sus compañeras. Al personaje lo impregnó de seres tan despreciables y ególatras como el Nerón de Quo vadis?, Clancy Wiggum de Los Simpson o el personaje de Orson Welles en El tercer hombre. Felipe Torrente está basado en Tony Leblanc, actor que lo interpreta, el actor sufrió un accidente de tráfico que le dejó incapacitado.

### Elección del reparto y rodaje
Santiago Segura se reservó el papel protagonista. Tuvo grandes aciertos en el reparto como Neus Asensi, Jimmy Barnatán y, sobre todo, Javier Cámara; además de la idea de «resucitar» al gran Tony Leblanc, que llevaba 23 años retirado. Juegan a su favor los numerosos cameos de actores (Jorge Sanz, Gabino Diego, Javier Bardem), rostros conocidos (Poli Díaz, Pepe Navarro, Cañita Brava) y humoristas como Andreu Buenafuente (que ha hecho el mismo papel de dominguero en las 5 películas), el Gran Wyoming (comisario) o el dúo humorístico Faemino y Cansado (camilleros). También han colaborado actores importantes de TV, como Santiago Urrialde y Pablo Carbonell, y directores como Guillermo del Toro. El rodaje de la película se realizó del 28 de julio de 1997 al 23 de septiembre en distintas localidades de la Comunidad de Madrid, entre las que se encuentran Leganés, Móstoles, Navacerrada, San Sebastián de los Reyes y la capital de la comunidad. El portal de la casa de Torrente junto a la pescadería, se rodó en el n.º 26 de la Calle Del León de Madrid. El decorado exterior del restaurante chino 'El Rollito Wai' se filmó en el n.º 17 de la Calle Isabel La Católica de Madrid. El lugar de billares donde se conocen los amigos de Rafi y Torrente se ubicaba en la Calle Bravo Murillo de Madrid. La discoteca Macumba, en la Estación de Chamartín, acogió el rodaje de la escena de la discoteca.

### Banda sonora
Algunas de las claves para que la canción de la película, «Apatrullando la ciudad», tuviera éxito fueron: primero el efecto sorpresa, al escucharse después del imponente inicio sinfónico del dos veces ganador del Premio Goya Roque Baños; luego la letra, que también contrasta con la acción; y finalmente, que El Fary se autoparodiase. Además aparece otra canción del cantante, «Torito guapo».

## Recepción

### Crítica
La crítica valoró positivamente esta primera entrega, algunos con más entusiasmo que otros, pero viendo la mayoría en ella una parodia de las protagonizadas en la época del destape por Fernando Esteso y Andrés Pajares, entre otras cosas. Las abundantes citas cinéfilas que contiene y la exagerada ridiculización del personaje parecen confirmarlo, pero este romance con la crítica terminará ante la menor calidad de las obras posteriores. Luis García Berlanga dijo: «La película contiene un gag genial que define a la perfección el carácter español: acodado en la barra del bar, Torrente se hurga los dientes con un palillo... que vuelve a dejar en el palillero».

### Taquilla
Su estreno se produjo el 13 de marzo de 1998 con 130 copias. La buena aceptación del público hizo que en julio aún estuviera en la cartelera con 76 copias. Se convirtió en todo un fenómeno social y alcanzó la barrera mítica de los tres millones de espectadores. Santiago Segura se ha convertido en uno de los personajes más populares de España. Desarrolló una ingeniosa tarea de promoción de su primer film, asegurándose una presencia permanente en los medios especializados cinematográficos. La película consiguió enfrentarse a películas de gran presupuesto como Titanic.
El motivo de este éxito es la apuesta de Segura por lo seguro, la juventud, creando un icono del celuloide patrio, que a muchos no les gusta, sabiendo conectar con facilidad con la gente joven de las grandes capas urbanas medias que conforman hoy el núcleo fundamental del público cinematográfico en España. Un éxito mayúsculo que, no obstante, también se ganó un buen puñado de críticos por su humor, a veces soez y excesivo.

### Premios
La película, según IMDb, obtuvo cinco galardones, incluidos dos de los tres premios Goya a los que había sido nominada. Cuando Tony Leblanc fue a recoger el suyo, como mejor actor secundario, el público se puso de pie y le recibió con una gran ovación, también dedicada a Segura como responsable de su reaparición. Éste, por su parte, al serle concedido el premio a la mejor dirección novel, fue a pagar a Javier Fesser las 100.000 pesetas que había apostado con él, convencido de que el ganador iba a ser el director de El milagro de P. Tinto.
| Premio                                    | Categoría                                 | Receptor(es)    | Resultado     |
| ----------------------------------------- | ----------------------------------------- | --------------- | ------------- |
| Festival de Cine de Comedia de Peñíscola  | Mejor actor                               | Javier Cámara   | Ganador       |
| Premios Ondas 1998                        | Mejor actor de cine                       | Javier Cámara   | Ganador       |
| Premio Unión de Actores 1998              | mejor interpretación de reparto de cine   | Javier Cámara   | Nominado      |
| Festival de Cine Fanta-ía[cita requerida] | Mejor película                            | Mejor película  | Segunda plaza |
| Premios Goya 1998                         | Mejor interpretación masculina revelación | Javier Cámara   | Nominado      |
| Premios Goya 1998                         | Mejor interpretación masculina de reparto | Tony Leblanc    | Ganador       |
| Premios Goya 1998                         | Mejor dirección novel                     | Santiago Segura | Ganador       |
| Fotogramas de Plata                       | Mejor actriz de cine                      | Neus Asensi     | Finalista     |
| Fotogramas de Plata                       | Mejor actor de cine                       | Santiago Segura | Nominado      |

## Explotación posterior

### DVD
El DVD de la película se puso a la venta el 21 de enero de 2000 y fue distribuido por Manga Films. Está plagado de defectos, pero el mayor de sus problemas se encuentra en la reproducción de los colores, que se presentan totalmente apagados. El 25 de noviembre de 2008, con motivo del décimo aniversario del estreno en cines, se realizó una versión remasterizada que fue distribuida por Warner Home Video, y observamos una mejora en el color de la imagen y una mejor definición en las formas de los objetos y los personajes. Además contiene dos póster y tres imágenes, de tamaño pequeño, de la película elegidas por el propio director. Esta remasterización fue integrada en el Pack especial del décimo aniversario en el que aparecen las tres películas.

### Televisión
Su éxito también se ha dado en televisión. Su estreno obtuvo un 31,1 % de share, siendo la tercera película española más vista de la década, sólo superada por Abuelo Made in Spain y Torrente 2: misión en Marbella (su secuela).

## Adaptaciones e influencia
En 1998, el propio Segura como guionista y José Antonio Calvo como dibujante publicaron una adaptación al cómic de la película en la revista El Víbora. En 2001 Virtual Toys realizó el videojuego para PC Torrente: El juego basado en las dos primeras entregas de la saga y, en 2005, junto con Virgin Play, Torrente 3: The Protector, basado en la tercera parte, para PC y PlayStation 2. Una versión para Xbox iba a lanzarse, pero por motivos desconocidos nunca fue lanzada. Segura prestó su imagen y su voz al videojuego. A finales del año 2009 Santiago Segura, junto con Ludicus, una empresa de juego, deciden sacar una máquina tragaperras ambientada en las películas del personaje como novedad en el sector.
Muchas películas se han inspirado posteriormente en Torrente, como R2 y el caso del cadáver sin cabeza o "Vivancos 3: (Si Gusta Haremos las Dos Primeras)", pero sin lograr el menor éxito, ni de público ni de crítica. En 2010, se especuló sobre una versión estadounidense de la película que sería producido por Chris Bender y podría estar dirigida por Oliver Stone, que hizo un cameo en la tercera entrega de la saga. Posteriormente se hizo público que New Line Cinema produciría la película y los guionistas serían Alec Berg, Jeff Schaffer y David Mandel, conocidos por la serie Seinfeld, y el personaje principal estaría encarnado por Sacha Baron Cohen y el rodaje se realizaría en España. También se interesó Thomas Langman, hijo de Claude Berri, a través de su compañía La Petite Reine para realizar una versión francesa.

## La saga
- Torrente, El Brazo Tonto de la Ley (1998). Dirigida por Santiago Segura.
- Torrente 2: Misión en Marbella (2001). Dirigida por Santiago Segura.
- Torrente 3: El Protector (2005). Dirigida por Santiago Segura.
- Torrente 4: Lethal Crisis (Crisis Letal) (2011). Dirigida por Santiago Segura.
- Torrente 5: Operación Eurovegas (2014). Dirigida por Santiago Segura.
- Torrente 6: Torrente Presidente (2025?). Dirigida por Santiago Segura.